# Orientzikade
Die Orientzikade (Orientus ishidae), auch Orientzirpe genannt, ist eine Zwergzikade aus der Unterfamilie der Zirpen (Deltocephalinae).

## Merkmale
Die Zikaden werden 4,3–6,5 mm lang. Sie sind an der Musterung der Vorderflügel, die an Mosaike erinnert, leicht zu identifizieren. Entsprechend trägt die Zikadenart den englischen Trivialnamen Mosaic Leafhopper („Mosaik-Zikade“).

## Vorkommen
Die Art kam ursprünglich nur in der östlichen Paläarktis (Japan) vor. Im Englischen heißt sie deshalb auch Japanese Leafhopper („Japanische Zikade“). Die Zikadenart wurde Anfang des 20. Jahrhunderts in Nordamerika eingeschleppt. Die Art gelangte mit Baumschulpflanzen in die Vereinigten Staaten und wurde 1919 in New Jersey erstmals nachgewiesen.
In Europa wurde die Orientzikade erstmals im Jahr 1998 in Italien nachgewiesen. Seitdem hat sich die Zikadenart in weiten Teilen Europas ausgebreitet. 2002 wurde sie erstmals in Deutschland beobachtet. Auf den Britischen Inseln wurde sie 2011 erstmals gesichtet.

## Lebensweise
Die Zikaden saugen an Blättern und Stängeln von Sträuchern und Bäumen (Weiden (Salix), Hainbuche, Apfel und Amerikanischen Gleditschie). Die Imagines einer Generation fliegen von Juni bis Oktober.
Die meisten Nymphen werden im Juni beobachtet.

## Schadwirkung
Die Orientzikade verursacht mindere Fraßschäden am Laub von Bäumen.
Die Zikadenart wurde als potentieller Überträger verschiedener Bakterienstämme (Candidatus Phytoplasma) identifiziert. Diese sind für die Goldgelbe Vergilbung verantwortlich, einer Pflanzenkrankheit von Weinreben. Somit gilt die Zikadenart als ein potentieller Schädling.

## Galerie

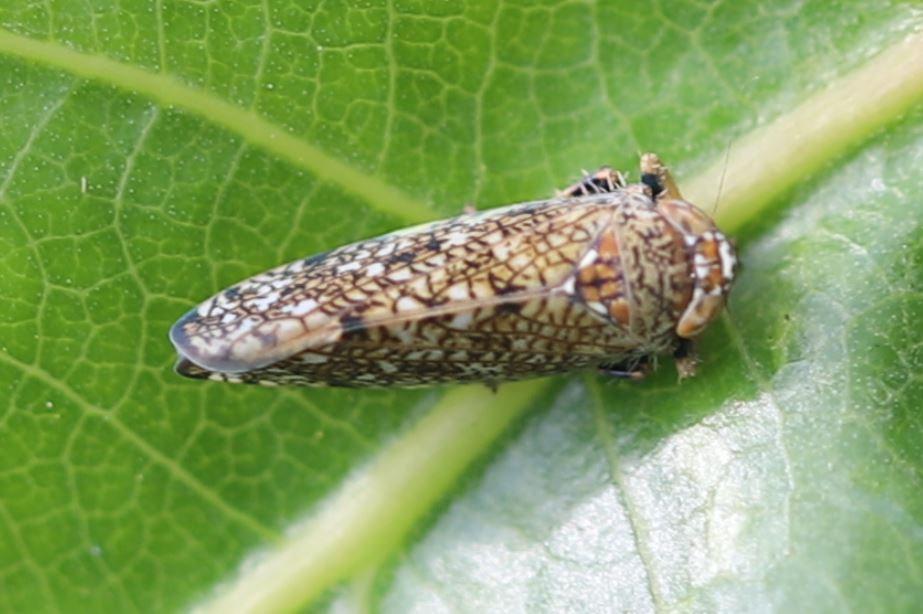
Dorsalansicht
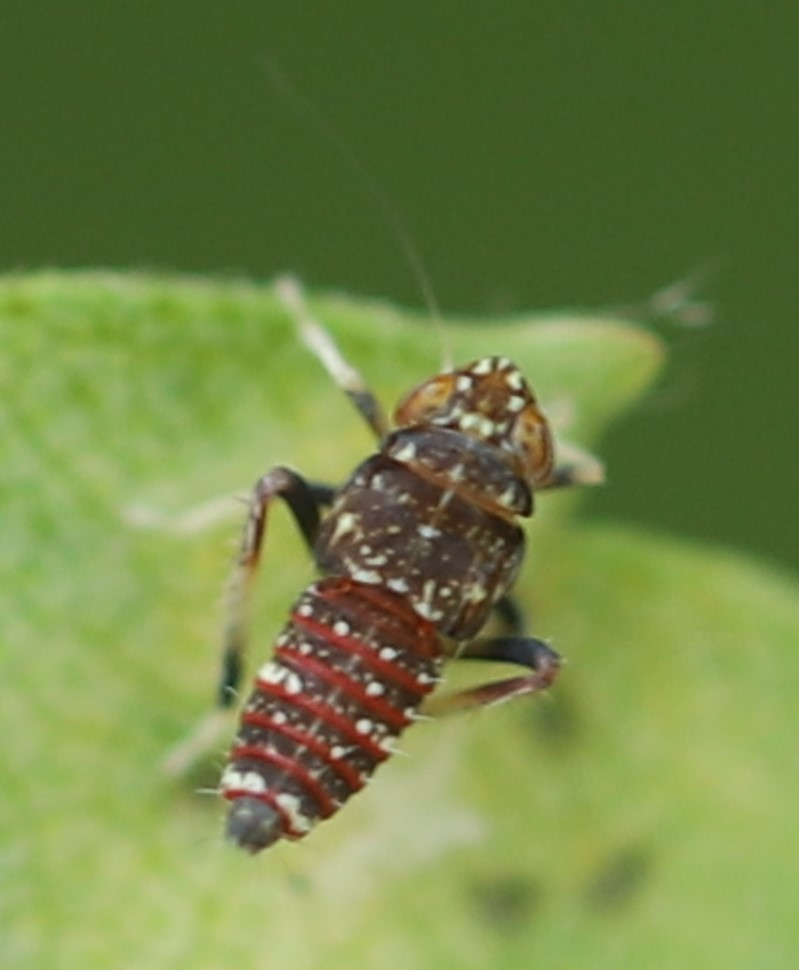
Jüngeres Nymphenstadium
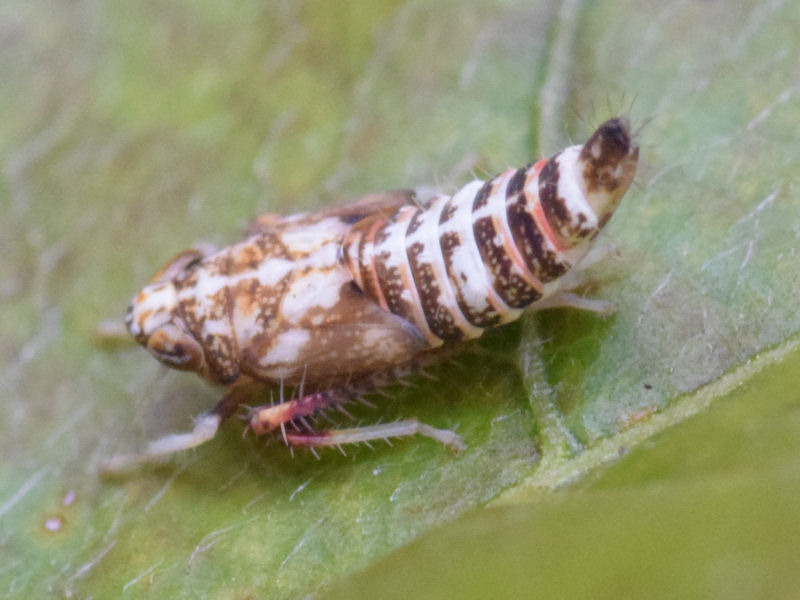
Reife Nymphe
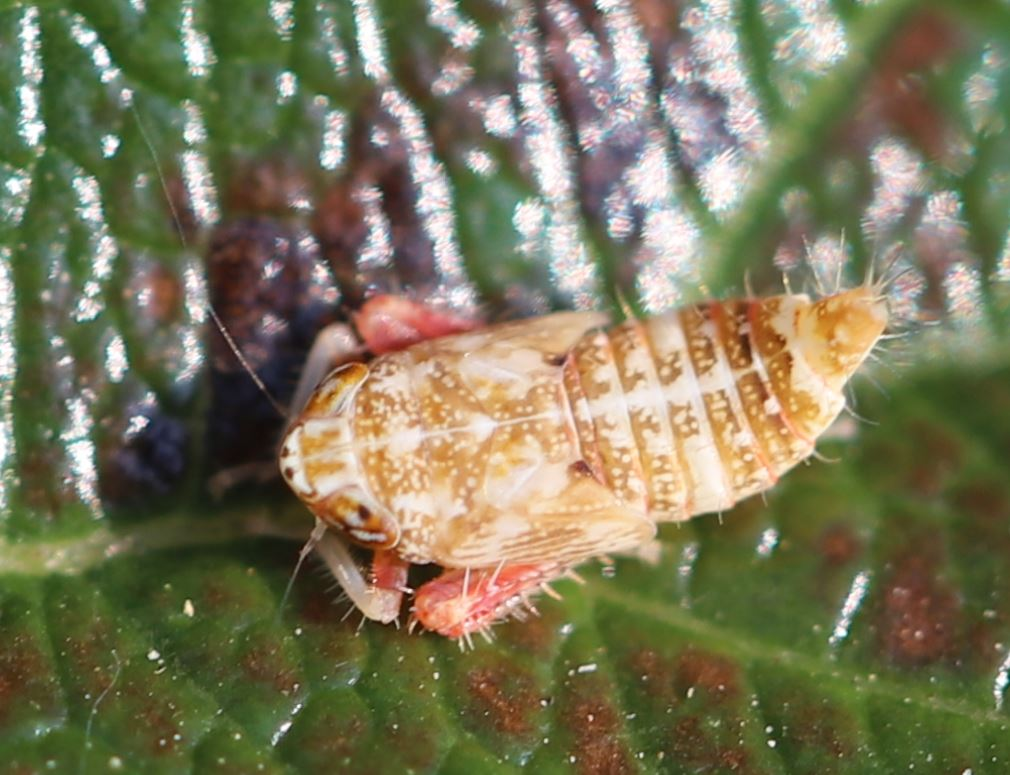
Reife Nymphe, Dorsalansicht
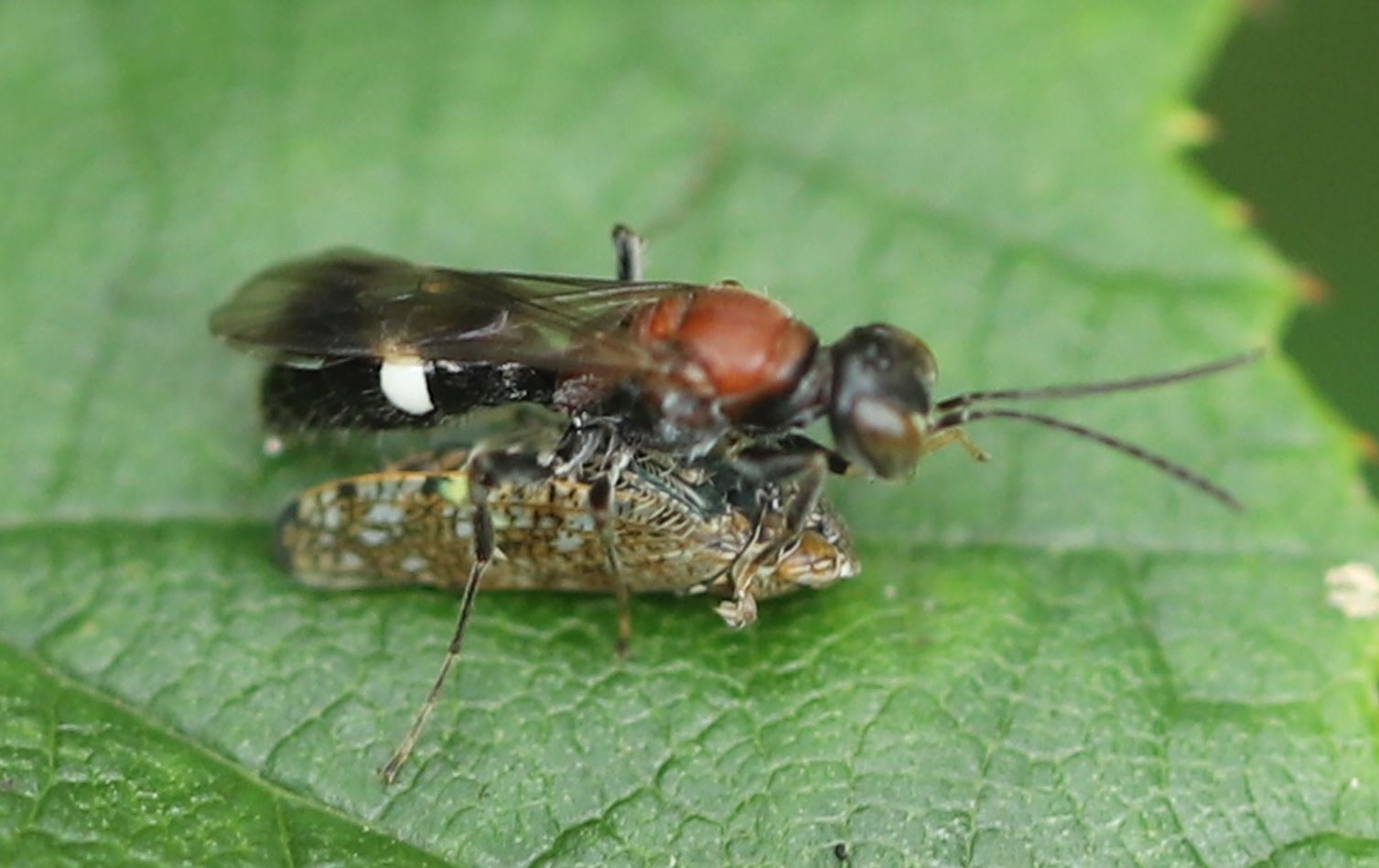
Grabwespe Alysson tricolor erbeutet eine Orientzikade